# Kristin MacIver
Kristin MacIver ist eine deutsche Schriftstellerin. Sie verfasst historische Liebesromane, ist beim Verlag Droemer Knaur publiziert und lebt in der Nähe von Stuttgart.

## Leben
Kristin MacIver hat in Irland und den Niederlanden Management studiert. Nach ihrem Masterabschluss wandte sie sich dem Schreiben zu, inspiriert von ihrer Liebe zur keltischen Kultur und vergangenen Zeiten. Sie lebt mit ihrem Partner in der Nähe von Stuttgart.

## Preise und Auszeichnungen
Im November 2024 wurde im Rahmen des LovelyBooks Community Awards Der Mut der Lady Leaf (Celtic Dreams, Band 3) von Kristin MacIver in der Kategorie „Historische Romane“ auf den dritten Platz gewählt. An dem Wettbewerb nahmen über 25.000 Leserinnen und Leser teil, die insgesamt mehr als 160.000 Stimmen abgaben. 

## Werke

### Celtic-Dreams-Trilogie
- Der Traum der Lady Flower (Band 1), Droemer Knaur, München 01.03.2024, ISBN 978-3-426-53030-6[7]
- Die Liebe der Lady River (Band 2), Droemer Knaur, München 01.04.2024, ISBN  978-3-426-46733-6[8]
- Der Mut der Lady Leaf (Band 3), Droemer Knaur, München 01.07.2024, ISBN 978-3-426-46734-3[9]

### Sonstige Werke
- Sehnsucht in: Knaur Träum dich weg #07 Droemer Knaur, München 12.01.2024, ISBN 978-3-426-44931-8[10]